# IIHF Super Cup
Der IIHF Super Cup war ein von der Internationalen Eishockey-Föderation IIHF in den Jahren 1997 bis 2000 veranstaltetes Eishockeyspiel zwischen den Siegern der Europapokalwettbewerbe.
Der Super Cup wurde erstmals 1997 zwischen dem Sieger der European Hockey League (EHL) und dem Gewinner des Europapokals ausgespielt. Von 1998 bis 2000 spielten der Sieger der EHL und der Sieger des IIHF Continental Cup den Super Cup aus. Der Sieger des Cups erhielt die Magnus Orbis Trophy. Nach der Einstellung der EHL wurde auch der Super Cup eingestellt.

## Siegerliste
| Jahr | Gewinner                  | Erg.      | Finalgegner               | Spielort               |
| ---- | ------------------------- | --------- | ------------------------- | ---------------------- |
| 1997 | TPS Turku                 | 3:2       | HK Lada Toljatti          | Turku, Finnland        |
| 1998 | VEU Feldkirch             | 4:0       | HC Košice                 | Feldkirch, Österreich  |
| 1999 | HC Ambrì-Piotta           | 2:0       | HK Metallurg Magnitogorsk | Ambrì, Schweiz         |
| 2000 | HK Metallurg Magnitogorsk | 3:2 n. V. | HC Ambrì-Piotta           | Magnitogorsk, Russland |